# Intrusion (Psychologie)
Als Intrusion bezeichnet man in der Psychotraumatologie das häufig durch einen Schlüsselreiz (Trigger) unkontrollierbar wiederkehrende, quälend ins Bewusstsein drängende Wiedererinnern und Wiedererleben von traumatischen Ereignissen und Situationen oder Beschäftigen mit damit in Verbindung stehenden, ungeklärten schmerzhaften Fragen und Gedanken, die durch die tiefe seelische Erschütterung durch das Trauma oder die dadurch zerstörten Grundüberzeugungen aufgeworfen wurden. Dabei werden in der Regel auch die mit diesem Ereignis verbundenen (assoziierten), belastenden emotionalen Zustände reaktiviert. Intrusionen können auch unerwartet und ohne bewusst wahrnehmbaren (‚subliminalen‘) äußeren Schlüsselreiz (Trigger) auftreten und entziehen sich der willentlichen Kontrolle. Intrusionen sind dadurch zumeist emotional und physiologisch sehr belastend und mit vegetativer Übererregung (Hyperarousal) und starker Stressbelastung, Herzrasen, oft auch Schweißausbrüchen, Atembeschwerden, Zittern bis hin zu Panikattacken und Angina Pectoris verbunden.
Im Unterschied zur häufig unpräzisen Verwendung der Begriffe Intrusion und Flashback im allgemeinen Sprachgebrauch und auch in der Trauma-Literatur, sind die beiden Begriffe in der Psychotraumatologie genau definiert. Im Gegensatz zu einem
- Flashback, der eine besonders heftige Form der Intrusion darstellt und bei der der Betroffene plötzlich und mit voller Wucht ganz und gar in das Wiedererleben der traumatischen Situation hineingerissen und überwältigt wird und sie nochmals mit allen Sinneseindrücken durchlebt, als würde sie gerade erneut real stattfinden und dabei die Umgebungswahrnehmung, Ansprechbarkeit und Realitätskontrolle zeitweise völlig verliert,
- kann der Betroffene bei einer Intrusion, wie sie im strengen Sprachgebrauch der Psychotraumatologie definiert ist, die Umgebungswahrnehmung, Ansprechbarkeit und Realitätskontrolle meist noch eingeschränkt aufrechterhalten.

Intrusionen entziehen sich der willentlichen Kontrolle und überwältigen die betroffene Person, die so immer wieder in die traumatischen Ereignisse hineingezogen wird und diese vollständig oder in wesentlichen Teilaspekten mit vielen Einzelheiten quälend wiedererlebt. Dieses Wiedererleben kann Gedanken, Bilder, andere Sinneswahrnehmungen, wie Geräusche, Sprache, Schreie, Gerüche, Geschmack, Schmerzen und andere Körperempfindungen und Wahrnehmungen, sowie Emotionen umfassen, wobei die verschiedenen Sinnesmodalitäten unterschiedlich stark ausgeprägt sein können. Kinder können das traumatische Geschehen dabei im Spiel reinszenieren. Dabei kann der Betroffene das Auftreten und den Ablauf einer Intrusion nur sehr beschränkt beeinflussen. Häufig wechseln sich Intrusion und emotionale Taubheit ab.

## Weitere Verwendung zur Bezeichnung intrusiver PTBS-Symptome
Intrusionen umfassen im allgemeinen Sprachgebrauch neben den
- Intrusionen im engeren Sinne (nach psychotraumatologischer Definition), bei denen die betroffene Person das traumatische Ereignis immer und immer wieder, manchmal in Form von Intrusionsschleifen über Stunden anhaltend, u. U. Tag für Tag quälend wiedererlebt
- kürzere, oft nur Sekunden oder Minuten andauernde aber dafür umso heftigere, abrupt einsetzende Flashbacks, die den Betroffenen mit voller Intensität der Wahrnehmung in das traumatische Kerngeschehen zurückkatapultieren, als würde er es gerade erneut real erleben
- nächtliche Albträume, die in selteneren Fällen auch in Form dissoziativer, albtraumartiger Tagträume auftreten können und sich auf das traumatische Erleben beziehen

Auch folgende Gedankens- und Handlungsmuster können der Intrusion zugeordnet werden:
- nicht willentlich steuerbare, negative (Erinnerungs-)Bilder
- belastende Gedanken und zwanghaftes Beschäftigen (intrusive Gedanken) mit dem Ereignis selbst, dessen Folgen für andere Beteiligte, mit zukünftigen Konsequenzen oder der Bewältigung anstehender Aufgaben (wie Lebensbewältigung, Probleme in Beruf, Familie, sozialem Umfeld, Täterkonfrontation, Strafverfolgung, Behandlung, Versicherung, Unterstützung, Sicherheitsvorkehrungen)
- Selbstvorwürfe, Schuldgefühle, Scham- und Unzulänglichkeitsgefühle, Angst, Wut, Hass, Ärger, Ohnmachtsgefühle
- die Beschäftigung mit quälenden Fragen, wie es zu dem traumatischen Ereignis kommen konnte; warum es einem widerfahren ist; ob man es hätte abwenden können, wenn man vorsichtiger gewesen wäre, anders oder entschlossener gehandelt hätte; ob man (Mit-)Schuld trägt oder bestraft wurde
- das Herausfinden von Details, um Erklärungen für das Unbegreifliche zu finden, um es verstehen und einordnen, bewerten, damit besser verarbeiten zu können
- durch das Trauma verursachte Erschütterung in Sinn-, Gerechtigkeits-, Vertrauens- und Glaubensfragen oder Grundüberzeugungen über das Leben, die Menschen und die Welt

## Weitere Bedeutungen als psychiatrischer Fachbegriff
Zusätzlich zu den Formen intrusiver Symptomatik, die als Leitsymptome der Posttraumatischen Belastungsstörung auftreten können, werden im psychiatrischen Sprachgebrauch als Intrusionen auch andere Formen zwanghafter, unkontrollierbar ins Bewusstsein drängender oder plötzlich einschießende Gedanken und Vorstellungen bezeichnet (englisch: intrusive thoughts), die auch ein häufiges Symptom u. a. bei Angststörungen, Panikattacken, Depressionen und einer Reihe weiterer psychischer Störungen darstellen. Im Kontext anderer psychischer Störungen wird u. a. auch das sinnlose Gedankenkreisen (Grübelzwang), Zwangsgedanken, Obsessionen, sich verselbständigende negative Gedankenspiralen bei Angst- und Panikstörungen, intrusive Wahnvorstellungen, sowie weitere psychotische Formen (schizophrene Positivsymptome, Gedankeneingebung, Halluzinationen etc.) zuweilen mit dem Begriff Intrusion bezeichnet.

## Vorkommen
Intrusionen gelten als typisches Leitsymptom bei Posttraumatischen Belastungsstörungen (PTBS), das für die Diagnose zwingend vorhanden sein muss, können aber auch bei Zwangsstörung, Angststörungen, Panikattacken sowie Depressionen und verschiedenen anderen psychischen Störungen auftreten. Intrusionen werden zumeist durch einen Schlüsselreiz ausgelöst („Trigger“) und dauern meist einige Sekunden bis Minuten; es können jedoch auch Intrusionsschleifen auftreten, die über mehrere Stunden anhalten. Häufig meiden an PTBS leidende Personen auslösende Situationen (Vermeidungsverhalten).